# Euphorbia lignosa
Euphorbia lignosa là một loài thực vật có hoa trong họ Đại kích. Loài này được Marloth mô tả khoa học đầu tiên năm 1910.